# Cabecicos Negros
Koordinaten: 38° 10′ N, 1° 6′ W
Die Cabecicos Negros sind kleine zusammenhängende Vulkankonstrukte in der Provinz Murcia,  die etwa 3,5 Kilometer südöstlich von Fortuna in der Nähe der Ortschaft La Matanza gelegen sind. Sie werden aus dem sehr seltenen Lamproitgestein Fortunit aufgebaut.

## Beschreibung

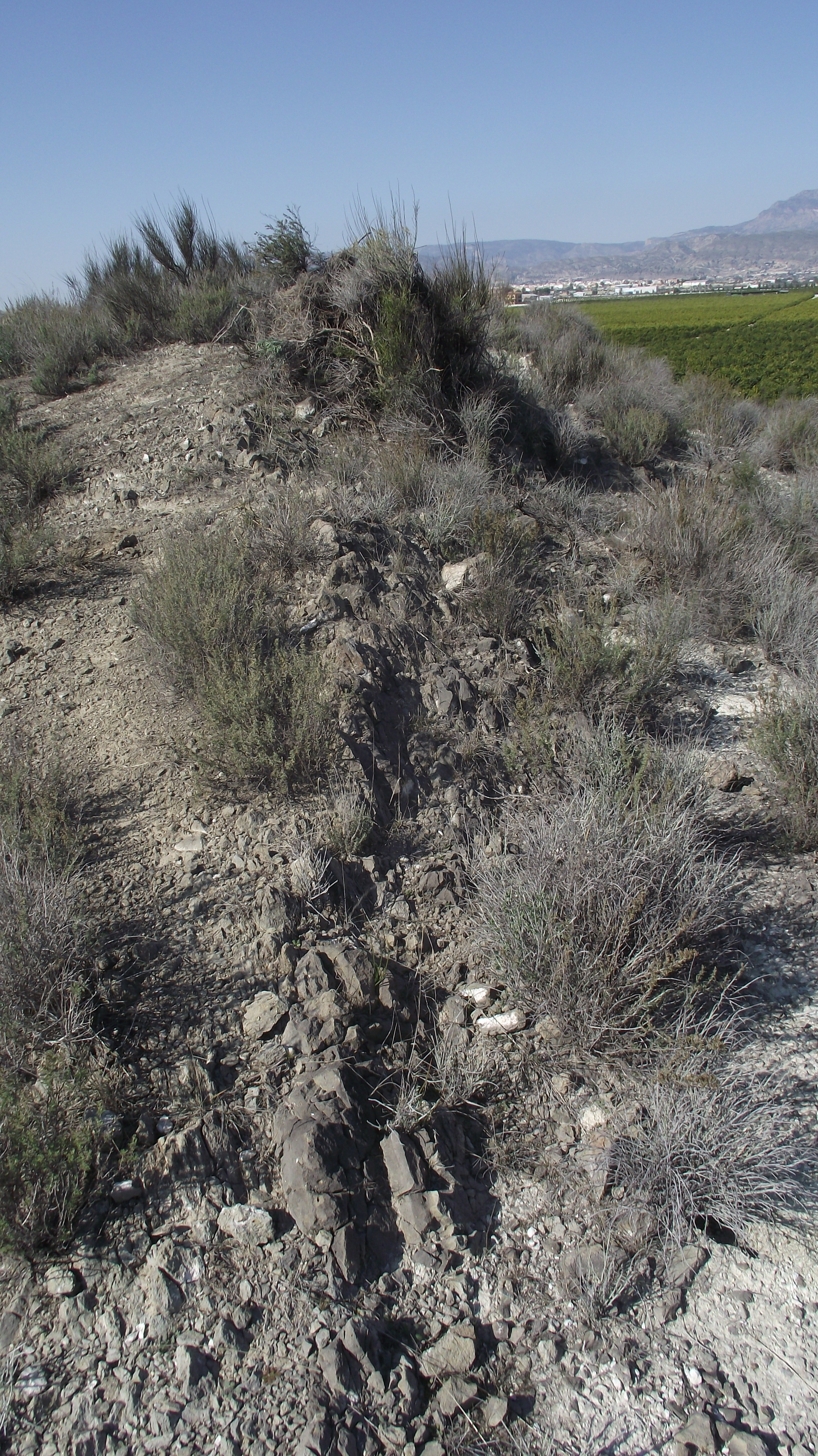
Blick über einen der Cabecicosgänge in Richtung Fortuna

Die auf 151 bis 154 msnm kulminierenden Vulkankonstrukte der Cabecicos Negros  (auch Cabezos Negros  oder Cabezitos Negros  – zu deutsch Schwarzköpfe) sind womöglich aus einem einzigen Fördergang aufgedrungen. Die  Annahme Fústers eines Förderschlots (Necks) mit 400 Meter im Durchmesser kann jedoch durch keinerlei Belege aufrechterhalten werden. Im Norden sind massive, blasenarme, oberflächlich ausgetretene Lavaströme zu erkennen, die auf ihrer Außenhaut Peperite ausbilden – was auf einen Kontakt mit wasserreichem Sediment schließen lässt. Im Zentrum verzahnen sich mehrere Lavaströme auf verschiedenen Niveaus mit mergelreichem Sediment und werden gleichzeitig von mehreren unregelmäßig verlaufenden, mehr oder weniger senkrecht stehenden Gängen durchzogen. Eventuell haben wir es hier mit den Überresten einer Kraterwand zu tun. Der wesentlich niedrigere, abgeflachte und unregelmäßig geformte Südteil besteht aus einem intrusiven, holokristallinen, senkrechten Gang sowie einem Lagergang. Der in seichtes Niveau aufgestiegene Gang besitzt eine knollig-glasige Randzone, die auf seine sehr schnell erfolgte Abkühlung im wasserreichen Sediment hinweist. Der Lagergang hat sich offensichtlich nur wenige Meter unter dem unkonsolidierten Sediment ausgebreitet, wie Kissenstrukturen zu erkennen geben.
Wirtsgesteine des Vulkanzentrums sind Lutite, die stratigraphisch unterhalb des Rambla-Salada-Gipses  im oberen Abschnitt der Chicano-Zyklen (ausgehendes Tortonium) auftreten.

## Geologie
Neben den Cabecicos Negros sind im neogenen Fortuna-Becken zwei weitere Fundstellen mit Fortunitgängen bekannt, die stratigraphisch fast 200 Meter tiefer liegen und daher älter sind. Dies sind Los Derramadores 2 Kilometer ostsüdöstlich von Fortuna und Le Tale 3,5 Kilometer östlich von Fortuna. Andere Ganggesteine finden sich im benachbarten Mula. Auch die Sierra de la Pila bei Fortuna ist vulkanischen Ursprungs.
Das intermontane Fortuna-Becken wurde ab dem unteren Tortonium (vor zirka 10 Millionen Jahren BP) vom Meer transgrediert und es sedimentierten anfangs Kalkarenite, bioklastische Kalke und Mergel. Mit fortschreitender Eintiefung folgten 500 bis 600 Meter mächtige Turbidite und Mergel, die Fortuna-Mergel. Ab dem Messinium wurden dann im Zusammenhang mit der Salinitätskrise des Mittelmeers (die ihr Maximum aber erst gegen Ende des Messiniums erreichen sollte) Evaporite abgesetzt, welche randfaziell von Korallenriffen und fluviatilen Sedimenten gesäumt wurden. Die abschließende Beckenentwicklung bis ins Pliozän erfolgte dann detritisch.

## Mineralogie
Der Fortunit der Cabecicos Negros führt als Phänokristalle die Minerale Olivin, Phlogopit, Klinopyroxen und Apatit. In der glasigen Grundmasse finden sich ferner Alkalifeldspat, Orthopyroxen, Priderit und Opakminerale. Alkalifeldspat kann auch sekundär gebildet werden.

## Chemische Zusammensetzung

### Haupt- und Spurenelemente
| Oxid Gew. % | Fortunit SP 044 | Fortunit SP 049 | Fortunit SP 050 | Spurenelemente ppm | Fortunit SP 044 | Fortunit SP 049 | Fortunit SP 050 |
| ----------- | --------------- | --------------- | --------------- | ------------------ | --------------- | --------------- | --------------- |
| SiO2        | 56,4            | 57,1            | 56,8            | Cr                 | 582             | 543             | 567             |
| TiO2        | 1,38            | 1,35            | 1,54            | Ni                 | 371             | 430             | 479             |
| Al2O3       | 11,0            | 11,5            | 11,7            | Zn                 | 113,8           | 138,7           | 110,9           |
| Fe2O3       | 5,60 (tot)      | 5,58 (tot)      | 5,98 (tot)      | Rb                 | 765             | 903             | 753             |
| FeO         |                 |                 |                 | Sr                 | 586             | 703             | 649             |
| MnO         | 0,07            | 0,07            | 0,07            | Zr                 | 620             | 687             | 594             |
| MgO         | 8,93            | 9,06            | 9,23            | Ba                 | 2096            | 1841            | 1766            |
| CaO         | 2,60            | 2,78            | 2,69            | Ce                 | 195             | 235             | 228             |
| Na2O        | 0,87            | 1,16            | 1,04            | Nd                 | 127             | 152             | 149             |
| K2O         | 8,34            | 7,84            | 8,48            | Sm                 | 25,2            | 30,0            | 29,0            |
| P2O5        | 0,86            | 0,75            | 0,86            | Hf                 | 17,9            | 16,6            | 15,6            |
| LOI         | 3,26            | 2,26            | 1,84            | Th                 | 75,2            | 106             | 101             |
| Mg#         | 0,79            | 0,79            | 0,78            |                    |                 |                 |                 |
| K/Na        | 6,32            | 4,45            | 5,36            |                    |                 |                 |                 |
| K/Al        | 0,82            | 0,74            | 0,78            |                    |                 |                 |                 |
| (K+Na)/Al   | 0,95            | 0,74            | 0,93            |                    |                 |                 |                 |

Der Fortunit der Cabecicos Negros ist ein intermediäres, an Silicium übersättigtes Gestein. Er ist ferner vorwiegend metaluminos mit (K+Na)/Al<1 und ultrapotassisch mit K/Na>3. Er ist deutlich an inkompatiblen Elementen angereichert, LILE, HFSE und Seltene Erden haben alle hohe Gehalte. Sehr hoch liegen insbesondere Rubidium, Zirconium und Thorium. Recht niedrige Konzentrationen besitzen indes die Hauptelemente CaO und Na2O sowie die Spurenelemente Blei und Scandium. 

### Isotopenverhältnisse
| Isotopen    | Fortunit SP 044 | Fortunit SP 049 | Fortunit SP 050 |
| ----------- | --------------- | --------------- | --------------- |
| 87Sr/86Sr   | 0,717689        | 0,717820        | 0,717928        |
| 143Nd/144Nd | 0,512039        | 0,512045        | 0,512035        |
| 206Pb/204Pb |                 | 18,764          |                 |
| 207Pb/204Pb |                 | 15,706          |                 |
| 208Pb/204Pb |                 | 39,122          |                 |

Bei den Isotopenverhältnissen ist 143Nd/144Nd konstant niedrig, jedoch 87Sr/86Sr deutlich erhöht und nähert sich den Werten von Oberkrustengesteinen. Bei diesen beiden Parametern lässt sich eine Annäherung an die Krustengesteine in der Toskanischen Magmenprovinz und an die Verhältnisse in den italienischen Westalpen beobachten. Bei den Bleiverhältnissen (206 und 207), die sich mit den Werten für ozeanische Sedimente überlappen, gibt es ebenfalls eine Annäherung an die Lamproite der Toskana und an die lamproitischen Minetten der Westalpen (206). Auffallend sind ferner sehr hohe Bleiverhältnisse von  207Pb/204Pb  und 208Pb/204Pb (höchste Werte unter den Lamproiten Südostspaniens). Das Bleiverhältnis 206Pb/204Pb ist jedoch im Gegenzug das niedrigste unter den Lamproiten Südostspaniens.

## Alter
Die Fortunite der Cabecicos Negros intrudierten am Übergang der Chicano-Zyklen zum Ramblada-Salada-Gips, der magnetostratigraphisch aber noch nicht eindeutig festgelegt ist. Es bestehen zwei Interpretationen: entweder die Basis der Gipsformation korreliert mit der Polaritätszone C3An2n, die jünger als 6,56 Millionen Jahre BP ist oder sie liegt einen Zyklus tiefer bei Polaritätszone C3Bn mit einem Alter jünger als 7,1 Millionen Jahre BP.
Radiometrisch fanden Bellon und Kollegen (1983) für die Cabecicos Negros  mit der K-Ar-Methode ein Alter von 6,16 ± 0,3 Millionen Jahre BP. Kuiper und Kollegen ermittelten ein wesentlich älteres, wahrscheinlich zuverlässigeres Ar-Ar-Alter von 7,1 ± 0,11 Millionen Jahre BP. In einer Neubearbeitung (2006) finden dieselben Autoren einen noch höheren Wert von 7,71 ±0,11 Millionen Jahre BP. Dies würde bedeuten, dass die Intrusion des Fortunits entlang der linksverschiebenden Alhama-de-Murcia-Störung bereits im oberen Tortonium erfolgte und auch die Evaporite im Fortuna-Becken noch vor Beginn des Messiniums entstanden waren. Dieses höhere Alter korreliert folglich magnetostratigraphisch mit der Polaritätszone C4n.

## Naturschutz und Global Geosite
Die Cabecicos Negros stehen seit 1917 unter Naturschutz. Sie wurden wegen ihres  petrologischen Interesses vom Instituto Geológico y Minero de España als Global Geosite von internationaler Relevanz vorgeschlagen. Er trägt die Bezeichnung VU003 – Vulkanzentrum der Cabecitos Negros bei  Fortuna und rangiert unter der geologischen Kategorie Neogener und quartärer Vulkanismus der iberischen Halbinsel.